# Drepanosticta austeni
Drepanosticta austeni är en trollsländeart som beskrevs av Maurits Anne Lieftinck 1940. Drepanosticta austeni ingår i släktet Drepanosticta och familjen Platystictidae. IUCN kategoriserar arten globalt som akut hotad. Inga underarter finns listade i Catalogue of Life.